# دون فرنسيس
دون فرنسيس (بالإنجليزية: Don Francis)‏ هو عالم وبائيات ‏ أمريكي، ولد في 24 أكتوبر 1942 في منطقة خليج سان فرانسيسكو في الولايات المتحدة.

## وصلات خارجية
- دون فرنسيس على موقع IMDb (الإنجليزية)